# Centre chinois de contrôle et de prévention des maladies
Pour les articles homonymes, voir CDC.
Le Centre chinois de contrôle et de prévention des maladies (chinois simplifié : 中国疾病预防控制中心 ; pinyin : Zhōngguó jíbìng yùfáng kòngzhì zhōngxīn,
en anglais : Chinese Center for Disease Control and Prevention, CCDC) est une agence de la Commission nationale de la santé basée dans le district de Changping à Pékin, en Chine. L'institution œuvre pour la protection de la santé et de la sécurité publiques en fournissant des informations pour améliorer les décisions en matière de santé. Elle noue également dans ce but des partenariats avec les départements de santé provinciaux et d'autres organisations. Le CCCPM se concentre sur le développement et l'application de la prévention et du contrôle des maladies (en particulier les maladies infectieuses), la santé environnementale, la santé et la sécurité au travail, la promotion de la santé, la prévention des blessures et les activités d'éducation pour la santé conçues pour améliorer la santé de la population chinoise,,. Cette administration subordonne également le Centre de prévention et du contrôle des maladies de Wuhan.

## Direction
George F. Gao en est le directeur général. Il a contribué à l'étude de la transmission inter-espèces de pathogènes et organise la première « Journée mondiale de la grippe » (World Flu Day) le 1er novembre 2018, commémorant le centenaire de l'épidémie de grippe de 1918-19. C'est également la commémoration des 15 ans de l'épidémie du syndrome respiratoire aigu sévère qui conduit la Chine à accorder la priorité aux investissements dans le système de santé publique.